# 서울연은초등학교
서울연은초등학교(서울延恩初等學校)는 대한민국 서울특별시 은평구에 있는 공립 초등학교이다.

## 학교 연혁
- 1983년 9월 1일 설립인가
- 1983년 9월 26일 서울연은국민학교 개교(現 은평문화예술정보학교 교사)
- 1996년 3월 2일 서울연은초등학교로 개칭
- 2002년 11월 20일 신축교사 3층 준공
- 2003년 4월 11일 유도부 창단식
- 2013년 3월 1일 현 위치로 이전(은평구 백련산로 2길 35)
- 2013년 6월 12일 이전기념식 개최
- 2019년 3월 1일 제13대 최미경 교장 취임
- 2021년 2월 18일 제37회 졸업식(112명, 총 7299명)
- 2023년 9월 26일 개교 40주년

## 참고 자료
- 서울연은초등학교 - 한국교육학술정보원 학교알리미